# Tiina Randlane
Tiina Randlane (nascida a 10 de setembro de 1953) é uma micologista e liquenologista da Estónia.
Ela descreveu os seguintes táxons:
- Nephromopsis yunnanensis (Nyl. ) Randlane & Saag, 1992